# M×0
M×0 (エム×ゼロ?, Emu × Zero) è un manga scritto e illustrato dal mangaka giapponese Yasuhiro Kanō (autore già di Pretty Face), e parla di una scuola in cui si insegna agli studenti come avere poteri magici. La sua prima uscita sullo Shōnen Jump risale al 1º maggio 2006, pubblicato dalla Shūeisha. Il primo volume della serie venne commercializzato in Giappone il 2 novembre 2006. Mx0 è composto da 99 capitoli suddivisi in 10 Tankōbon ed è stato concluso anticipatamente per un calo di gradimento da parte dei lettori di Shonen Jump. In Italia, il manga è pubblicato dalla Goen da maggio 2013 a cadenza mensile.

## Trama
M×0 è incentrato intorno ad un ragazzo chiamato Taiga Kuzumi, dal temperamento caldo sempre pronto a combattere. Durante un'intervista per vedere se il ragazzo ha le qualità per entrare nella Scuola Superiore Privata Seinagi (私立聖凪高校?, Shiritsu Seinagi Kōkō), a Taiga viene chiesto cosa farebbe se sapesse usare la magia. "Conquistare il mondo" è la sua immediata risposta, subito seguita da un rumoroso eco di risate provenienti da una carina ragazza. Subito dopo però si accorge di quanto scortese è stata a ridere in quel modo e cerca di scusarsi, nonostante abbia le lacrime agli occhi. Dopo ciò, il ragazzo non ricorda altri dell'intervista, tranne una cosa: ha fallito l'entrata a scuola. Arrabbiato con la ragazza a causa della quale ha fallito l'ingresso nella scuola, va alla Seinagi per confrontarsi con lei, quando ad un certo punto un professore scambia Taiga per uno studente e lo spinge attraverso una strana barriera di energia che circonda la scuola. Senza realizzare cosa sia accaduto, mette piede in una scuola nella quale l'insegnamento è basato sull'insegnare agli studenti come usare la magia, anche se lo shock con questa realtà lo impressiona al punto che prova a fuggire dal professore, anche facendogli vedere di essere una persona sospetta. Dopo un confronto nel quale viene colpito da una strana magia, riesce a fuggire solo per ritrovarsi contro degli studenti superiori, e durante quei momenti è sorpreso di ritrovare la ragazza incontrata durante l'intervista. La sua priorità maggiore è allora quella di trovare uno spiazzo di terra con cui parlare alla ragazza dei sentimenti che ha appena scoperto di provare.
Più tardi, comunque, si ritrova con lo stesso insegnante di prima ed ha un altro confronto con lui. Tutti gli insegnanti vogliono cancellare dal ragazzo la memoria riguardante la scuola, così da mantenere intatto il segreto riguardante la scuola al mondo esterno, ma Taiga deve ancora confessarsi alla ragazza. Durante lo scontro, nonostante non conosca la magia, Taiga evita l'attacco dell'insegnante e con assoluta fortuna gli sfugge di nuovo. A questo punto, riappare proprio la ragazza che stava cercando prima, urlando perché il padre (l'insegnante) è appena stato battuto da Taiga. Arrabbiata da ciò, la ragazza, Aika Hiiragi, usa la sua magia per farlo esplodere lontano.
Per impedire che l'insegnante venga licenziato per aver permesso a un intruso di entrare, Taiga viene ammesso nella scuola pur non conoscendo alcun incantesimo. Essendo uno studente a tutti gli effetti, Taiga deve ora impedire che gli altri sappiano che in realtà lui non è un incantatore potentissimo, bensì uno che non sa usare la magia.